# Westen (Wuppertal)
Westen ist eine Ortslage der bergischen Großstadt Wuppertal. Die Ortslage ist aus einem der mittelalterlichen Ursprungshöfe Barmens hervorgegangen.

## Lage und Beschreibung
Westen liegt im Nordwesten des Wohnquartiers Clausen im Wuppertaler Stadtbezirk Barmen unmittelbar an der alten Stadtgrenze und heutigen Stadtbezirksgrenze zu Elberfeld. Der ursprüngliche Hof befand sich im Bereich der heutigen Straßen Am Schnapsstüber Ecke Clausenstraße. Seit Mitte des 20. Jahrhunderts zählt Westen zu der größeren Ortslage Clausenhof.

## Etymologie und Geschichte

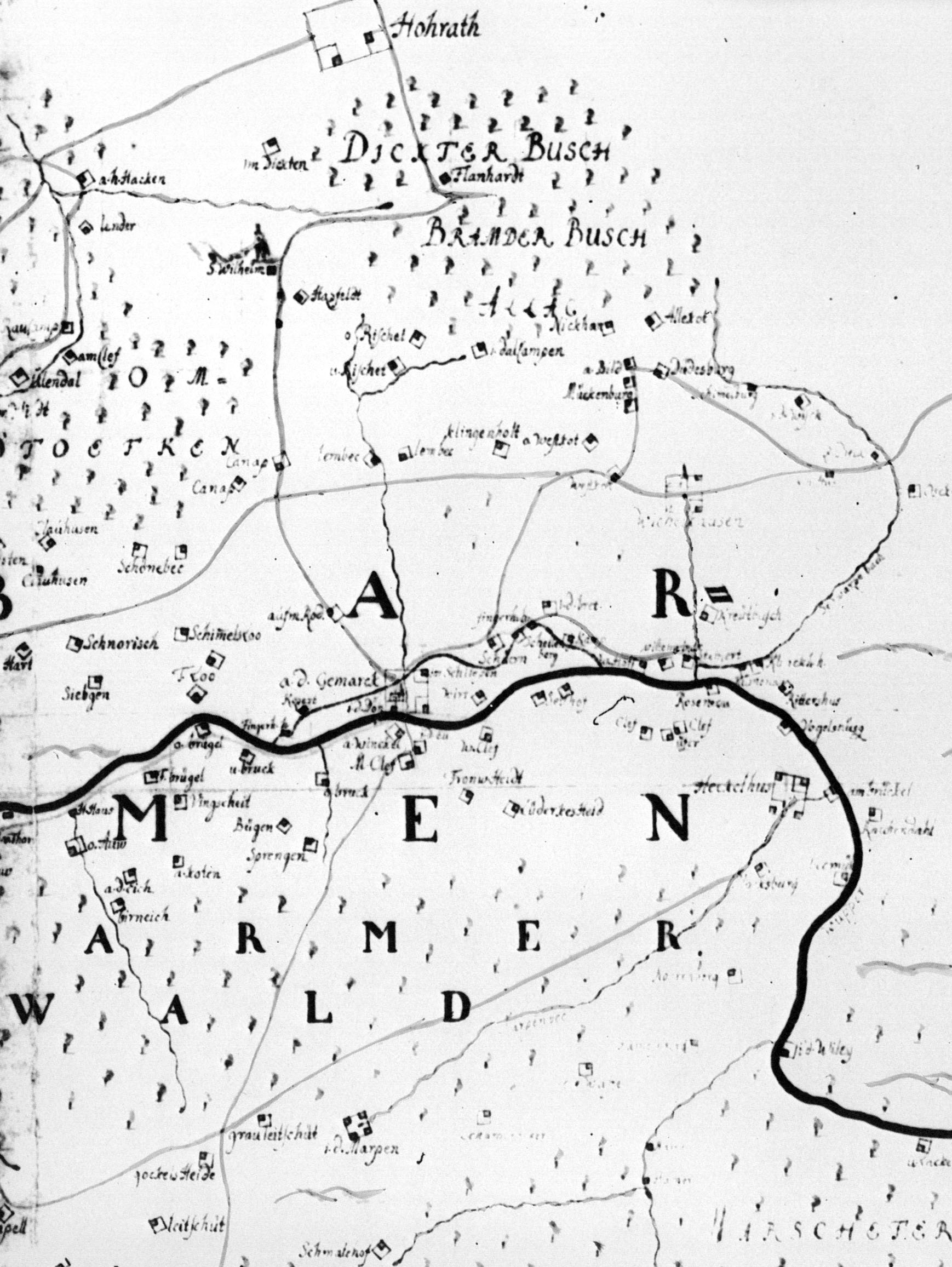
Karte der Hofschaften im Gebiet des heutigen Barmen von Erich Philipp Ploennies (1715)

Westen bezeichnet die Lage des Hofes als einer der westlichsten Höfe in der Bauerschaft Barmen.
Die früheste mit Datum gesicherte Erwähnung Westens als to Westen (Zum Westen) stammt aus der Beyenburger Amtsrechnung (Abrechnung des Rentmeisters an die Bergisch-herzogliche Kameralverwaltung) des Jahres 1466. Aus dieser geht hervor, dass der Wohnplatz Westen zu dieser Zeit ein Kotten, also ein kleinerer Hof, war. 1715 ist Westen auf der Topographia Ducatus Montani des Erich Philipp Ploennies als a.d.Westen verzeichnet.  
Aufgrund der ungenügenden Quellenlage ist es nicht belegt, aber möglich, dass Westen zu den bereits im Jahr 1245 genannten „Gütern in Barmen“ („Bona de Barme“) im kurkölnischen Gebiet gehörte, die von dem Grafen Ludwig von Ravensberg als Allod in den Besitz der Grafen von Berg unter Graf Heinrich IV. übergingen. Territorial lag das Gebiet um Westen als Teil von Unterbarmen ab dem späten 14. Jahrhundert im bergischen Amt Beyenburg und war Teil der Bauerschaft Barmen. Kirchlich gehörte es bis zur Einrichtung einer eigenen Barmer Pfarrei dem Kirchspiel Elberfeld an. Mit den übrigen Höfen in der Bauerschaft Barmen war Westen bis 1806 Teil des bergischen Amtes Beyenburg.
Im Spätmittelalter verlief bei Westen die Elberfelder Linie der Bergischen Landwehr. In alten Verlaufsbeschreibungen ist Westen der nördlichste urkundlich belegte Punkt dieser Landwehr.
1815/16 besaß der Ort 180 Einwohner. 1832 gehörte der Ort zur Sektion l des ländlichen Außenbürgerschaft der Stadt Barmen. Der laut der Statistik und Topographie des Regierungsbezirks Düsseldorf als Einzelne Häuser kategorisierte Ort besaß zu dieser Zeit 17 Wohnhäuser und sechs landwirtschaftliche Gebäude. Zu dieser Zeit lebten 137 Einwohner im Ort, 24 katholischen und 113 evangelischen Glaubens.
Bis in das erste Drittel des 20. Jahrhunderts war die Ortslage eigenständig, ging dann in die wachsende Wohnbebauung um den benachbarten Clausenhof und dem großen Clausener Gewerbegebiet auf.